# Frambőzia
A frambőzia (más néven yaws vagy pian) fertőző trópusi betegség, amely a bőrt, a csontokat és az ízületeket támadja meg, és amelyet a Treponema pallidum pertenue spirochaeta baktérium okoz. A betegség egy kerek és kemény, 2–5 centiméter átmérőjű bőrduzzanattal kezdődik. A duzzanat közepe felnyílhat és fekélyt képezhet. Ez a kezdeti bőrsérülés általában három–hat hónap alatt begyógyul. Néhány hét vagy akár év elteltével ízületi és csontfájdalom, illetve kimerültség léphet fel, valamint új sebek keletkezhetnek. A  tenyér és a talp bőre megvastagodhat és felrepedhet. A csontok (főleg az orrcsont) eldeformálódhatnak. Öt vagy több év elteltével bőrelhalás és azt követő hegesedés léphet fel.
A frambőzia a fertőzött személyek sebeiből származó nedvekkel való közvetlen kontaktus útján terjed. A kontaktus általában nem szexuális jellegű. A betegség leggyakrabban gyermekek körében fordul elő, akik közös játék során fertőzik meg egymást. A Treponema baktérium által okozott egyéb betegségek közé tartozik a bejel (Treponema pallidum endemicum), a pinta (Treponema pallidum carateum), valamint a szifilisz (Treponema pallidum pallidum). A frambőzia diagnózisának felállításában gyakran a sebek megjelenése segít. Az ellenanyagszűrés is hasznos lehet, de a korábbi fertőzést ez a vizsgálat nem tudja megkülönböztetni az aktuálistól. A diagnózis felállításának legpontosabb módja a Polimeráz-láncreakció (PCR).
A megelőzés részben a már megbetegedettek gyógyításából áll, ezzel csökkentve a fertőzés kockázatát. Azokon a helyeken, ahol a betegség gyakori, hatékonynak bizonyult az egész közösség kezelése. A tisztaság és a higiénia javítása szintén csökkenti a fertőzésveszélyt. A kezelés általában antibiotikumokkal történik, például azitromicin szájon át történő beadásával vagy benzatin penicillin beinjekciózásával. Kezelés nélkül az esetek 10%-ában testi deformációk alakulhatnak ki.
A frambőzia a 2012-es adatok szerint legalább 14 trópusi országban elterjedt. A betegség csak az embereket fertőzi meg. Az 1950–60-as években az Egészségügyi Világszervezet (WHO) majdnem felszámolta a frambőziát. Azóta azonban emelkedett a megbetegedések száma, és a WHO ismét célul tűzte ki a betegség 2020-ig történő felszámolását. A legutóbbi, 1995-ös becslés szerint a fertőzöttek száma több mint 500 000. Bár a betegség egyik legkorábbi leírását Willem Piso adta 1679-ben, régészeti leletek bizonyítják, hogy a frambőzia már akár 1,6 millió évvel ezelőtt is jelen lehetett az emberek körében.